# Прапор Радиславки
Прапор Радиславки — офіційний символ села Радиславка, Рівненського району Рівненської області, затверджений 26 листопада 2021 р. рішенням сесії Олександрійської сільської ради.
Автори — А. Гречило та Ю. Терлецький.

## Опис
Квадратне полотнище, яке складається з трьох рівношироких вертикальних смуг — жовтої, червоної і жовтої, жовті смуги розбиті чорними лініями на бджолині стільники, а на червоній смузі — дві білі квітки яблуні з жовтими осердями, а між ними — білий розширений хрест.

## Значення символів
Бджолині стільники символізують працьовитість мешканців села та щедрі урожайні землі. Квіти яблуні характеризують розвинуте садівництво. Волинський хрест підкреслює приналежність до Рівненщини.